# 히라쓰토역
히라쓰토역(일본어: 平津戸駅)은 일본 이와테현 미야코시에 위치한 동일본 여객철도 야마다 선의 철도역이다. 단선 승강장 1면 1선의 구조를 갖춘 지상역이다.

## 역 주변
- 국도 제106호선

## 역사
- 1931년 10월 31일 : 개업. 당시는 종착역으로, 구내에 모리오카 기관구 히라쓰토 기관고 주박소 설치.
- 1933년 11월 30일 : 리쿠추카와이 역까지 연장. 도중역으로 전환.
- 1946년 11월 26일 : 풍수해에 의해, 이 역부터 히키메 역까지 불통됨.
- 1954년 11월 21일 : 복구.
- 1955년 11월 30일 : 히라쓰토 역 급수 설비 폐지.
- 1970년 10월 1일 : 화물 취급 폐지.
- 1982년 11월 15일 : 무인화. 건물은 상점으로 되어 있으나 위탁은 없음.
- 1987년 4월 1일 : 일본국유철도 분할 민영화에 의해, 동일본 여객철도가 승계.
- 2023년 3월 17일 : 폐역.

## 인접 역
| 동일본 여객철도 야마다 선 | 동일본 여객철도 야마다 선 | 동일본 여객철도 야마다 선 |
| ------------------------- | ------------------------- | ------------------------- |
| 마쓰쿠사 모리오카 방면    | ■ 야마다 선               | 가와우치 가마이시 방면    |